# Diplotaxis sinuans
Diplotaxis sinuans är en skalbaggsart som beskrevs av Patricia Vaurie 1960. Diplotaxis sinuans ingår i släktet Diplotaxis och familjen Melolonthidae. Inga underarter finns listade i Catalogue of Life.